# Huw Jones
Pour les articles homonymes, voir Jones.

a Compétitions nationales et continentales officielles uniquement.

b Matchs officiels uniquement.
Dernière mise à jour le 4 août 2025.
Huw Jones, né le 17 décembre 1993 à Édimbourg (Écosse), est un joueur international écossais de rugby à XV jouant principalement au poste de centre. Il évolue avec Glasgow Warriors en United Rugby Championship depuis 2022, ainsi qu'en équipe d'Écosse depuis 2016.

## Biographie

### Carrière en club
Durant la saison 2022-2023, son équipe, les Glasgow Warriors, atteint la finale du Challenge européen où elle affronte le RC Toulon. Pour cette rencontre, Huw Jones est titulaire au centre aux côtés de Sione Tuipulotu ; son équipe est cependant battue sur le score de 43 à 19,.
En milieu de saison 2023-2024, il prolonge son contrat avec les Glasgow Warriors jusqu'en 2026. Puis, son équipe se qualifie en finale du championnat après avoir éliminé le Munster en demi-finale. En finale contre les Bulls, Huw Jones est titulaire, marque un essai et les siens s'imposent 21 à 16, remportant la compétition pour la deuxième fois de leur histoire après 2015,.

### Carrière internationale
Huw Jones obtient sa première cape internationale le 25 juin 2016 à l'occasion d'un match contre l'équipe du Japon à Tokyo. Il marque ses premiers points internationaux en inscrivant deux essais lors de sa deuxième sélection face à l'Australie.
D'après le journaliste Stuart Bathgate, la venue de Huw Jones aux Glasgow Warriors puis sa sélection en équipe nationale serait directement liée à un article sur Wikipedia, qui aurait permis à Gavin Vaughan, l'analyste vidéo des Warriors de se renseigner sur sa nationalité écossaise,. 
Le 16 août 2023, il fait partie de la liste définitive des 33 joueurs convoqués par Gregor Townsend pour disputer la Coupe du monde 2023.
Au mois de janvier 2024, il est sélectionné pour le Tournoi des Six Nations.
Début mai 2025, il est convoqué pour la tournée des Lions britanniques et irlandais en Australie. Il honore sa première sélection avec cette équipe face à l'Australie le 19 juillet suivant. Lors du second match face aux Wallabies le 26 juillet, il inscrit son premier essai avec les Lions.  

## Statistiques en équipe nationale
- 58 sélections (49 fois titulaire, 9 fois remplaçant)
- 115 points (23 essais)
- Sélections par année : 3 en 2016, 8 en 2017, 7 en 2018, 6 en 2019, 3 en 2020, 5 en 2021 5 en 2023 et 5 en 2024
- Tournoi des Six Nations disputés : 2017, 2018, 2019, 2020, 2021 et 2023

## Palmarès

### En club
- Western Province
  - Vainqueur de la Currie Cup en 2017.
- Glasgow Warriors
  - Finaliste du Pro14 en 2019.
  - Finaliste de la Challenge Cup en 2023.
  - Vainqueur du United Rugby Championship en 2024.

### En sélection nationale
Néant

### Distinctions personnelles
- Membre de l'équipe type du Tournoi des Six Nations en 2025